# Volpiano
 Volpiano  (piemontiul: Volpian vagy Vorpian) egy olasz község Torino megyében.

## Elhelyezkedése

Volpiano község Torino megye térképén

A vele határos települések: Brandizzo, Chivasso, Leini, Lombardore, San Benigno Canavese és Settimo Torinese.

## Látnivalók
- A plébániatemplom: az eredeti templom 1014 körül épült. A templom háromhajós, az oltár barokk, és márványból készült. Az oltár mellett a Madonna és a gyermek szobra.
- A Confraternita templom: 1731 körül épült Antonio Maria Lampo tervei szerint, a kastély falainak alapanyagaiból, és ma a környék legszebb barokk emléke.
- San Rocco templom: 1683-ban pestis sújtotta a várost, a járvány elmúltával a lakosok egy templom építése mellett döntöttek, amelyet San Rocconak szenteltek. Az oltár felett egy 15. századi feszület látható.

## Testvérvárosok
- Castries, Franciaország (2010)